# Xylopia orinocensis
Xylopia orinocensis là loài thực vật có hoa thuộc họ Na. Loài này được Bagstad & D.M.Johnson miêu tả khoa học đầu tiên năm 1999.